# Scène hardcore de New York
Sous-genres
Hatecore, Youth crew
Genres associés
Metalcore, Beatdown hardcore, NWOAHM
La scène hardcore de New York (en anglais : New York hardcore connu sous l'acronyme NYHC) désigne un genre de punk hardcore et de metalcore ayant émergé à New York, et son mouvement qui lui est associé. Le New York hardcore émerge de la scène punk fondée à Washington par des groupes tels que Bad Brains et Minor Threat. Il devient un phénomène de mode dans les années 1980 et dans les années 1990.

## Histoire

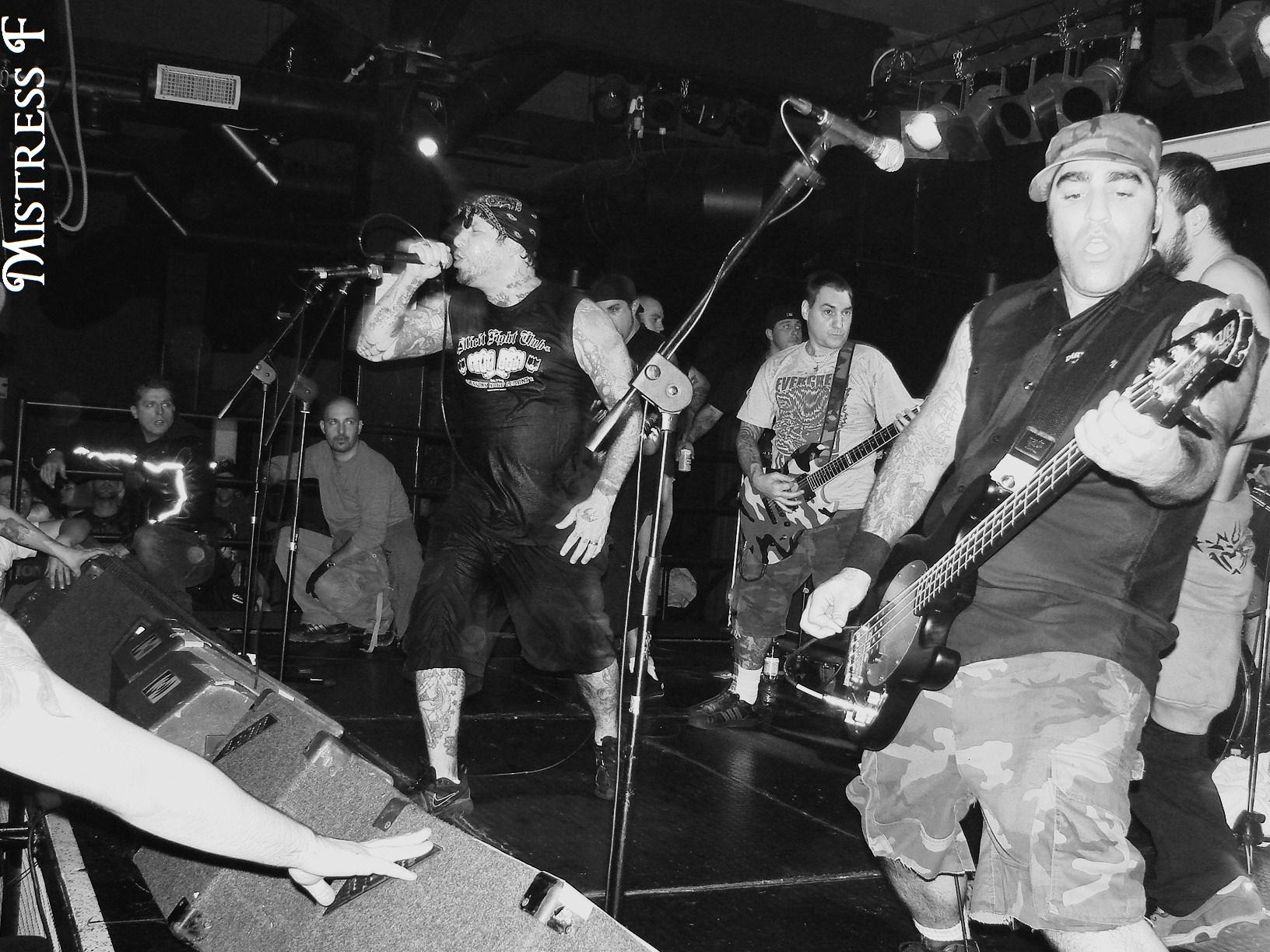
Agnostic Front, sur scène à Rome, Italie, en 2007.

La ville de New York joue un rôle central dans le développement du hardcore. Une importante scène émerge en 1981 lorsque les Bad Brains se délocalisent à Washington, DC,. Roger Miret d'Agnostic Front explique : « On a commencé à utiliser le terme 'hardcore' parce qu'on voulait se différencier de la scène punk remplie de drogués qui émergeait en même temps dans la scène de New York... on était des petits durs qui vivaient dans les rues. » Sam McPheeters explique que « ce qui manquait à ces premiers groupes de New York hardcore. » McPheeters explique également que la scène s'est inspirée et a été influencé par des films comme Death Wish, Taxi Driver, The Warriors, et Escape From New York.
La scène de New York compte par la suite des groupes très influent comme Agnostic Front, les Beastie Boys, Cro-Mags, Heart Attack, Kraut, Adrenalin O.D. (en), Urban Waste, Sheer Terror (en), Murphy's Law, Reagan Youth, The Mob, Biohazard et Warzone. Les groupes les plus récents ensuite incluent Sick of It All, Breakdown, Subzero, Gorilla Biscuits, Judge, Bold, et Leeway.